# La Mort de la nature
La Mort de la nature (sous-titré Les Femmes, l'Écologie et la Révolution scientifique ; The Death of Nature en anglais) est un livre de l'historienne Carolyn Merchant paru en 1980 et traduit en français en 2021.

## Sujet
L'autrice démontre que le passage, historique, d'une conception de la Terre comme organisme vivant à la considérer comme une machine a été mobilisé en conséquence pour justifier la domination à la fois sur les femmes et la nature. Par l'exploration des images et métaphores qui associent directement la nature aux femmes, et modifient le rapport à la science et la technologie, l'ouvrage rapporte que ce qui était autrefois un besoin d'exercer une contrainte s'est transformé en une autorisation de contrôle et d'exploitation. 

## Réception
C'est l'un des premiers textes à analyser la révolution scientifique  dans une perspective croisée, mobilisant féminisme et  écologie; et peut être considéré comme un ouvrage fondateur de la littérature féministe de la fin des années 1970.
La Mort de la nature a contribué au développement de l'écoféminisme aux États-Unis dans les années 1980, aux côtés d'œuvres d'autrices telles que Margot Adler, Mary Daly, Susan Griffin, Charlene Spretnak et Starhawk. Il a eu un impact notable dans les domaines de l'histoire de l'environnement, de la philosophie et du féminisme pour son « attention scientifique sans précédent » aux liens historiques entre la féminisation de la nature et la naturalisation des femmes.